# Manyanet
Manyanet és un poble pallarès del terme municipal de Sarroca de Bellera, a la comarca del Pallars Jussà. Fins al 1972 formava part de l'antic terme de Benés, de la de l'Alta Ribagorça. Dins del municipi de Sarroca de Bellera, es va constituir en entitat municipal descentralitzada juntament amb el Mesull.
És a més de 4 km al nord del cap del seu antic municipi, a la vall del riu de Manyanet.
Es troba a la part central del seu antic municipi, i a la nord-oest de l'actual de Sarroca de Bellera, al peu d'un serrat i a prop del barranc de la Coscolla, afluent per la dreta del riu de Manyanet. És accessible des de Sarroca de Bellera seguint cap al nord-oest la carretera L-521, i, al cap d'un quilòmetre, quan està a punt d'entroncar amb la N-260, surt cap al nord una pista rural asfaltada que mena a Xerallo, Castellgermà, les Esglésies i la Mola d'Amunt, on arriba en uns 900 metres. Des d'aquest lloc surt cap al nord la pista que comença seguint la vall del riu de Manyanet aigües amunt, però enfilant-se cada cop més decididament cap al nord-oest. Així, en poc més de 3 quilòmetres s'arriba al poble de Benés. Des d'aquest poble cal continuar cap al nord-est per la pista que mena en quasi 4 quilòmetres al Mesull i en un altre més a Manyanet.
L'església de Manyanet és parroquial, dedicada a sant Pere, i té com a sufragània la de Sant Esteve del Mesull. La parròquia de Sant Pere de Manyanet pertany al bisbat de Lleida, pel fet d'haver pertangut, a l'edat mitjana, al bisbat de Roda de Ribagorça. Format part de la unitat pastoral 24 de l'arxiprestat de la Ribagorça, i és regida pel rector del Pont de Suert.

## Etimologia
Segons l'eminent filòleg Joan Coromines Manyanet és un topònim romànic, procedent del llatí medianetum, referit a un territori que depèn alhora a dos termes o dues jurisdiccions. Les transformacions fonètiques per fer-ho possible són freqüents i del tot explicables en català.

## Història
El 1381 consta ja aquest poble com a pertanyent a la baronia d'Erill, i tenia 10 focs (uns 50 habitants). En formà part fins a l'extinció dels senyorius, el 1831. En el Fogatge del 1553 hi consten 12 focs (uns 60 habitants).
Amb el desplegament dels preceptes emanats de la Constitució de Cadis, Manyanet formà ajuntament propi el 1812. El febrer del 1847 se l'agregà a Benés atès que no arribava al mínim de 30 veïns (caps de família) que exigien les noves lleis municipals aprovades el 1845. Manyanet només en tenia 4. El nou municipi, anomenat en aquell moment Batlliu de Sas, n'aconseguí 34.
El 1845 hi consten 47 habitants, que havien baixat a 25 el 1970, a 21 el 1981 i a 1 de sol el 1993. En l'actualitat s'ha produït una notable recuperació, el 2005 hi constaven 18 habitants i el 2019 12.

## Demografia
| 1990 | 1991 | 1994 | 1995 | 1996 | 2001 | 2003 | 2005 |
| ---- | ---- | ---- | ---- | ---- | ---- | ---- | ---- |
| 23   | 20   | 16   | 19   | 19   | 26   | 25   | 24   |

## Festes i tradicions
Manyanet és dels pobles que surten esmentats, i extensament, a les conegudes cobles d'en Payrot, fetes per un captaire fill de la Rua a mitjan segle XIX. Deia, en els trossos de Manyanet:
| «                | Lo poblot de Manyanet costes molt pesadotes, i la sort que han tingut que no han guanyat les pleixotes. I ara podran conllogar la digo, digo, digo, i ara podran conllogar mort de fam el seu bestiar. Les Parres de Manyanet s'han separat de Casal, les ferrades de la llet no li faran gaire mal. Del brossal i el xirigot la digo, digo, digo, Del brossal i el xirigot en mantenen el Payrot. A Casal de Manyanet hi ha succeït un gran cas, un dia de neu i fred el rebost els han buidat. Acompanyats d'esquellots la digo, digo, digo, acompanyats d'esquellots han omplenat les alforges al Payrot. | » |
| — Payrot, Cobles | |   |

## Cases del poble
Ca de Castell, Ca de Perelló, Ca de Peregat, Ca den Llarg, Ca l'Andreu, Ca de Gallart, Ca de Casals, Ca de Bordaler, Ca de Serrado, Ca de Monge, Ca de Rafel, Ca de Capdelleta, Ca de Aurreli, Ca de Batista, Ca de Simón, La Badia, Casa Soro, L'estudi.